# عبدالرحمان العجلان
عبدالرحمان العجلان (انگلیسی: Abdulrahman Al-Ajlan؛ زادهٔ ۱۱ ژوئیهٔ ۱۹۸۶) بازیکن فوتبال اهل عربستان سعودی است.
از باشگاه‌هایی که در آن بازی کرده‌است می‌توان به باشگاه فوتبال النصر عربستان سعودی، باشگاه فوتبال الشعله عربستان سعودی، و باشگاه فوتبال الحزم عربستان سعودی اشاره کرد.